# 요나스 크누센
요나스 히오르 크누센(덴마크어: Jonas Hjort Knudsen, 1992년 9월 16일 ~ )은 덴마크의 축구 선수로, 현재 스웨덴 알스벤스칸의 말뫼 FF에서 레프트 백으로 뛰고 있다.